# Cynthia Pepper
Cynthia Pepper, née Cynthia Anne Culpepper le 4 septembre 1940, est une actrice américaine principalement active au début des années 1960. Elle est connue pour avoir été la star de la série télévisée Margie (en) de 1961 à 1962. Elle tient le rôle de Midge dans Salut, les cousins avec Elvis Presley (1964).

## Biographie
Elle naît à Los Angeles le 4 septembre 1940, fille du comédien Jack Pepper (en) (Edward Jackson Culpepper) et de sa deuxième épouse, Dawn Stanton, danseuse.
Après son diplôme de la Hollywood High School (en), elle est mannequin et dactylographe et suit des cours du soir au Los Angeles City College.
À 18 ans, on la voit dans un épisode de Divorce Court (en) à la télévision. En 1960-61, elle est choisie pour incarner l'adolescente Jean Pearson dans Mes trois fils. L'année suivante, elle tient le rôle de Margie Clayton, une adolescente des années folles, dans la série Margie (en), diffusée sur 26 semaines.
En 1964, elle apparaît dans un épisode de Perry Mason, The Case of the Drifting Dropout, 05/07/1964, Saison 7, Épisode 28.
En 1965, elle est co-star d'une nouvelle série télévisée, Sally and Sam, dont la diffusion était « provisoirement programmée » de 21h30 à 22h00 le lundi sur CBS.
Elle tient le rôle d'Amanda Peterson dans un épisode de La Famille Addams intitulé New Neighbors Meet The Addams Family (1964).